# Javor Vandev

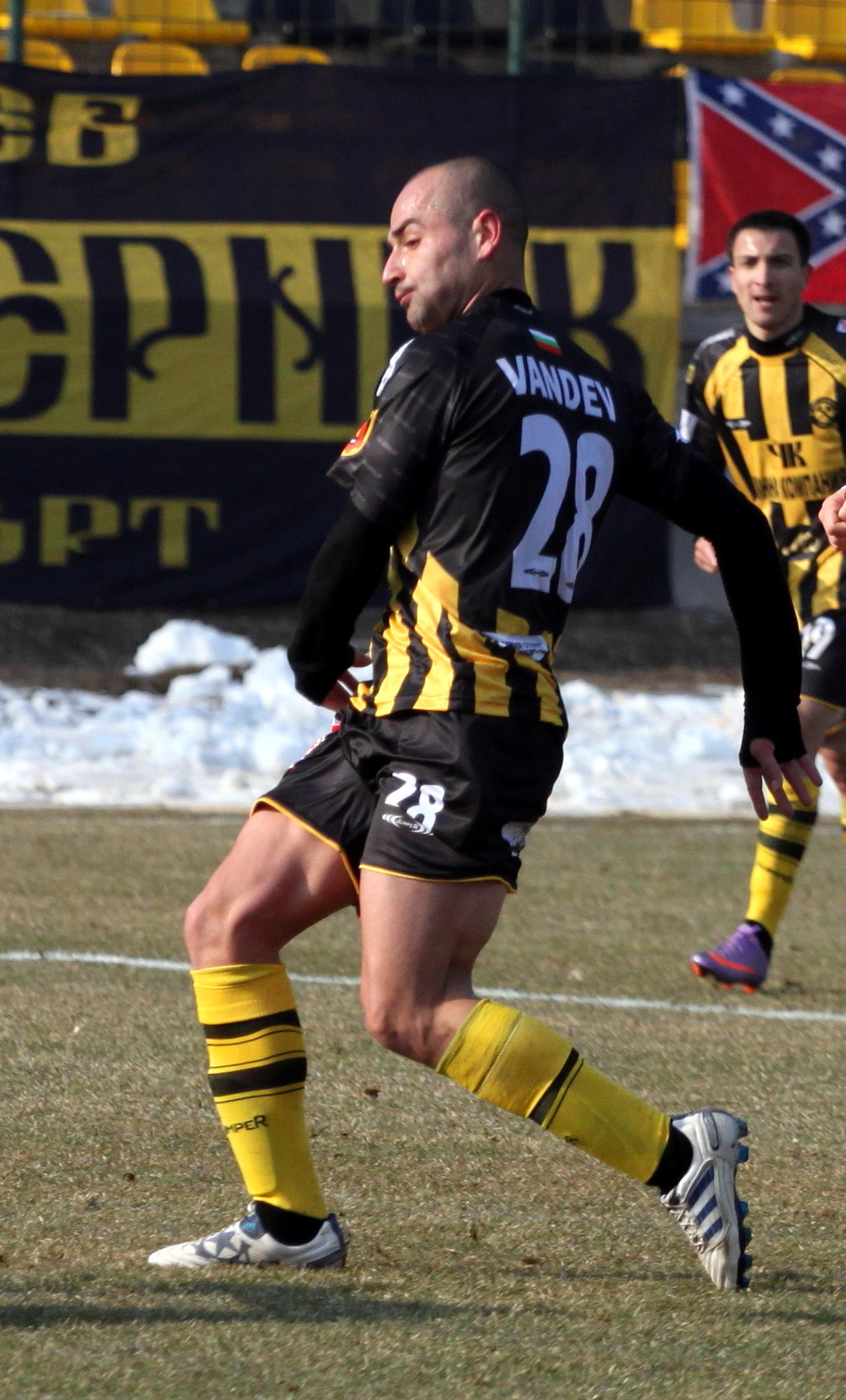
Javor Vandev

Yavor Borisov Vandev (Bulgaars: Явор Борисов Въндев) (Sliven, 29 mei 1983) is een Bulgaarse voetballer die bij voorkeur als aanvaller speelt. Hij verruilde in januari 2014 Club Valencia Malé voor PFC Haskovo.

## Carrière
- 2001-2004: OFC Sliven 2000
- 2004-2008: Lokomotiv Plovdiv
- 2008-2010: OFC Sliven 2000
- 2010-2011: PFK Brestin
- 2011-2012: Minyor Pernik
- 2012: FC Bdin
- 2012-2013: PFC Haskovo
- 2013-2014: Club Valencia Malé
- 2014-....: PFC Haskovo